# Elmo Williams
Elmo Williams (født 30. april 1913 i Lone Wolf, Oklahoma, død 25. november 2015) var en oscar-belønnet amerikansk filmproducer, -klipper og -instruktør. Han modtog en Oscar for klipningen af filmen Sheriffen fra 1952.
Williams begyndte som filmklipper på en håndfuld film af instruktøren Herbert Wilcox omkring 1940. Efter anden verdenskrig kom han til at arbejde sammen med andre instruktører, og gennembruddet kom med Sheriffen, som han klippede sammen med Harry W. Gerstad, og som indbragte en Oscar. Af andre film klippet af Elmo Williams kan nævnes En verdensomsejling under havet (1954), som indbragte en Oscar-nominering, og Cleopatra, hvor han dog ikke blev krediteret for sit arbejde.
I løbet af 1950'erne forsøgte han sig desuden som instruktør, hvilket dog ikke blev nogen større succes. Senere blev han producer på en række film, blandt andet Den længste dag (1962) og Tora! Tora! Tora! (1970), og han var produktionsleder for 20th Century Fox nogle år i begyndelsen af 1970'erne.
Han har udgivet sine erindringer i bogen Elmo Williams: A Hollywood Memoir (2006).